# Featherston
Featherston (maor. Kaiwaewae) – miasto w Nowej Zelandii. Położone w południowo-wschodniej części Wyspy Północnej, w regionie Wellington, 2315 mieszkańców. (dane szacunkowe – styczeń 2010).

## Współpraca
Miejscowość partnerska:
- Mesen, Belgia